# マダガスカル第三共和国

マダガスカル共和国
Repoblikan'i Madagasikara (マダガスカル語)
République de Madagascar (フランス語)

国の標語: Fitiavana, Tanindrazana, Fandrosoana（マダガスカル語）
Amour, Patrie, Progrès（フランス語）
愛、祖国、進歩国歌: Ry Tanindrazanay malala ô!（マダガスカル語）
おお、我が愛しき祖国よ

マダガスカル共和国の位置

マダガスカル第三共和国（正式名称はマダガスカル共和国, République de Madagascar）は、1992年に社会主義政権が崩壊し、2010年に憲法が採択される18年間を指す、マダガスカルに於ける三番目の国家である。
2009年3月に、野党で当時アンタナナリボ市長だったアンドリー・ラジョエリナは、国民から非難されていたマーク・ラヴァルマナナを権力の座から追放し、2010年に行われた国民投票によって、複数政党制を維持する民主的な憲法が採択され、現在のマダガスカルにあたる第四共和国が成立した。